# Stephen Gately
Stephen Patrick David Gately (Dublin, 17 maart 1976 - Mallorca, 10 oktober 2009) was een Ierse zanger, bekend geworden als zanger van de boyband Boyzone.

## Solocarrière
In 2000 werd bekend dat ieder van Boyzone zijn eigen weg zou gaan. Gately ging in oktober 2000 solo en bracht het album New Beginning uit. De singles die uitgebracht werden, waren New Beginning/Bright Eyes op 29 mei 2000, I Believe op 25 september 2000 en Stay op 26 juni 2001. Een jaar later gingen Polydor (zijn platenmaatschappij) en Gately hun eigen weg. In december 2002 speelde hij de rol van Joseph in de laatste versie van Joseph and the Technicolour Dreamcoat in het beroemde West End te Londen. Hij speelde in het theaterstuk tot september 2003 om even een pauze in te lassen. Een jaar later ging hij de rol van de gemene Child Catcher spelen in het theaterstuk Chitty Chitty Bang Bang in het London Palladium. Daarna speelde hij Dandini in Cinderella en de vogelverschrikker in The Wizard of Oz.

## Privéleven
In juni 1999 kwam Gately openlijk uit voor zijn homoseksualiteit. Zijn partner, met wie hij in deze periode samenwoonde in Landsmeer, was Eloy de Jong. Ze kenden elkaar vier jaar. In januari 2002 gingen Gately en De Jong uit elkaar. Hierna ontmoette hij Andy Cowles (een zakenman die een internetbedrijf runt). Op 19 augustus 2003 werd bekendgemaakt dat Gately en Cowles getrouwd waren. Het koppel woonde in Soho (Londen).
Op 10 oktober 2009 overleed Gately op 33-jarige leeftijd tijdens een vakantie op Mallorca. Zijn echtgenoot Andrew was naar bed gegaan na een avond stappen en 's middags vond hij het lichaam van Gately. Later is bekend geworden dat Gately gestorven is aan longoedeem als gevolg van een niet-gediagnosticeerde hartaandoening.